# Chiến dịch Tôi Đồng Ý
Chiến dịch Tôi Đồng Ý – I do là một chiến dịch truyền thông xã hội được khởi xướng bởi Viện nghiên cứu Xã hội, Kinh tế và Môi trường (iSEE) và Trung tâm ICS nhằm kêu gọi sự ủng hộ của người Việt Nam với hôn nhân cùng giới tại nước này. Chiến dịch được ra đời vào năm 2013 trong bối cảnh Quốc hội Việt Nam khóa XIII đưa vấn đề hôn nhân cùng giới ra thảo luận, thời điểm mà pháp luật Việt Nam đang dần mở cửa với các vấn đề liên quan đến hôn nhân cùng giới.
Chiến dịch đã thu hút sự quan tâm mạnh mẽ của cộng đồng, với 47.000 chữ ký ủng hộ trong lần đầu phát động vào năm 2013. Thành công này góp phần dẫn đến việc bãi bỏ luật cấm kết hôn cùng giới, mặc dù Luật Hôn nhân và Gia đình 2014 vẫn không thừa nhận hôn nhân giữa những người cùng giới. Năm 2022, chiến dịch được khởi động lại với mục tiêu thu thập 250.000 chữ ký và nhận được sự đồng hành của một số người nổi tiếng. Việc khởi động này được thực hiện trong bối cảnh Luật Hôn nhân và Gia đình dự kiến sẽ được xem xét sửa đổi vào giai đoạn 2024–2025. Tuy nhiên, sau đó, vấn đề này không được diễn ra nên Ban tổ chức Chiến dịch đã hoạch định chiến lược mới với mục tiêu của chiến dịch sẽ trọng điểm rơi vào giai đoạn 2026–2030

## Bối cảnh
Chiến dịch được ra đời trong bối cảnh pháp luật Việt Nam trong giai đoạn cởi mở những vấn đề về hôn nhân cùng giới khi nửa cuối thập niên 2000, một số tờ báo tại Việt Nam đã bắt đầu đăng tải những thông tin phản đối sự phân biệt đối xử đối với người đồng tính và kêu gọi pháp luật bảo vệ quyền lợi của họ như Sài Gòn Tiếp Thị, Công an nhân dân, Tiền Phong... Trong thời gian này, Viện nghiên cứu Xã hội, Kinh tế và Môi trường Việt Nam (iSEE) được Lê Quang Bình thành lập với trọng tâm nhằm bảo vệ quyền lợi những nhóm dân tộc thiểu số và cộng đồng LGBT. Các quyền lợi về cộng đồng này cũng được Viện công khai thành lập thông qua Nhóm Kết nối và Chia sẻ Thông tin. Sau đó, tổ chức này đã được nâng cấp trở thành Trung tâm ICS. Năm 2011, cơ quan truyền thông của Đảng Cộng sản Việt Nam cũng đưa tin cuộc hội thảo về quyền của người đồng tính lần đầu được tổ chức tại Việt Nam.
Ngay sau đó không lâu, một số cặp đôi đồng tính đã quyết định tổ chức đám cưới nhưng đã trở thành chủ đề gây tranh cãi sau khi bị chính quyền địa phương cản trở và xử phạt hành chính vì tổ chức đám cưới. Trước tình hình này, vào tháng 5, Bộ Tư pháp Việt Nam đã ban hành công văn 3460/BTP–PLDSKT nhằm thu thập ý kiến về việc sửa đổi Luật Hôn nhân và Gia đình 2000, bao gồm cả vấn đề kết hôn và chung sống giữa những người cùng giới tính, trước kỳ họp Quốc hội khóa XIII. Vào lúc này, Bộ Y tế Việt Nam, Viện Nghiên cứu thanh niên thuộc Trung ương Đoàn Thanh niên Cộng sản Hồ Chí Minh và Ủy ban nhân nhân một số tỉnh cũng đề xuất việc bổ sung hôn nhân cùng giới vào Luật Hôn nhân và Gia đình nhằm cho phép kết hôn, đảm bảo hôn nhân và gia đình của các cặp đôi này theo quy định của pháp luật, đồng thời không được can thiệp vào cuộc sống vợ chồng của người đồng tính. Mặc dù cũng có phản đối điển hình từ Hội Liên hiệp Phụ nữ Việt Nam, UBND Hà Nội và TPHCM... Chính vì vậy, Chiến dịch Tôi Đồng Ý đã được khởi động trực tuyến do các nhóm, tổ chức và các nhân ủng hộ hôn nhân cùng giới thực hiện nhằm vận động ủng hộ.

## Các chiến dịch

### Chiến dịch Tôi Đồng Ý 2013
Trong bối cảnh, theo ICS, 2.000 người đồng tính nam và đồng tính nữ được hỏi thì có 71% người mong muốn pháp luật cho phép họ kết hôn với 25% mong muốn được đăng ký sống chung. Đồng thời, trong kỳ họp Quốc hội khóa XIII năm 2013 Quốc hội Việt Nam mong muốn đưa vấn đề hôn nhân cùng giới ra thảo luận thì chiến dịch Tôi Đồng Ý đã lần đầu tiên được phát động trực tuyến từ ngày 13 đến ngày 27 tháng 10 năm 2013 bởi các nhóm, tổ chức ủng hộ hôn nhân cùng giới tại Việt Nam. Trong 3 ngày đầu tiên phát động, trang Facebook chính thức của chiến dịch đã có hơn 8.500 lượt thích. Trong ngày hội Tôi Đồng Ý được diễn ra vào cuối tháng 10 tại Hà Nội, nữ ca sĩ Thu Minh đã đưa ra tuyên bố ủng hộ Chiến dịch và trở thành nghệ sĩ đầu tiên công khai ủng hộ chiến dịch. Nữ ca sĩ chia sẻ thêm, "Bình đẳng trong cuộc sống này là điều mà các bạn xứng đáng được có". Ngày hội đã thu hút 2.000 người tham dự và tổng số chữ ký điện tử mà Chiến dịch thu thập được là 47.000 chữ ký nhằm kêu gọi hợp pháp hóa hôn nhân cùng giới tại Việt Nam.
Kết thúc chiến dịch, bắt đầu từ ngày 12 tháng 11 năm 2013, Việt Nam chính thức bãi bỏ luật cấm kết hôn cùng giới.  Tuy nhiên, trong điều 8 Luật Hôn nhân và gia đình 2014 của Việt Nam vẫn quy định rõ, "Nhà nước không thừa nhận hôn nhân giữa những người cùng giới tính". Đồng thời, tổng cộng 80.000 người đã theo dõi trang Facebook chính thức của chiến dịch, 12.000 chữ ký được gửi đến Quốc hội Việt Nam, 5.000 bức ảnh và 200 video đã được đăng tải ủng hộ chiến dịch.

### Chiến dịch "Hôn nhân không khuôn mẫu" 2022

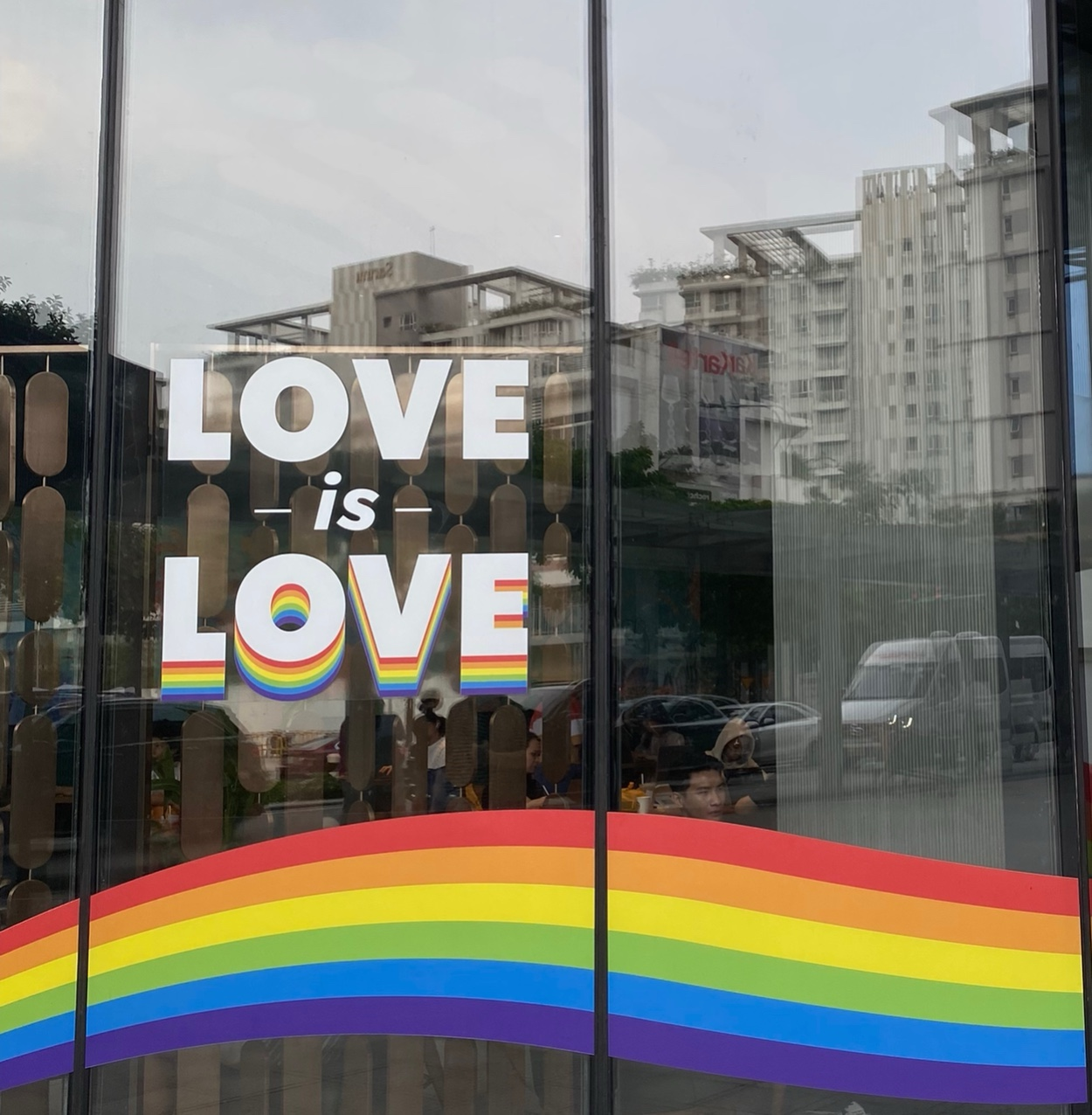
Tuyên truyền "Love is Love" tại một tòa nhà nằm ở Thành phố Thủ Đức.

Đến ngày 10 tháng 8 năm 2022, chiến dịch Tôi Đồng Ý được khởi động trở lại với chủ đề "Hôn nhân không khuôn mẫu" do iSEE cùng trung tâm ICS phối hợp thực hiện. Chiến dịch được diễn ra ngay sau một tuần từ khi Bộ Y Tế Việt Nam ra công văn yêu cầu chấn chỉnh bảo vệ việc khám chữa bệnh đối với người đồng tính, song tính và chuyển giới. Tiếp tục như chiến dịch Tôi Đồng Ý năm 2013, chiến dịch năm 2022 vẫn tiếp tục kêu gọi sự ủng hộ với hôn nhân cùng giới với mục tiêu thu thập 250.000 chữ ký qua internet cùng 18 nghệ sĩ, nhà báo tại Việt Nam trong vai trò đại sứ truyền thông. 17 đại sứ truyền thông được nhắc đến bao gồm Hana Giang Anh, Hồng Ánh, CeCe Trương, Diệp Chi, Đặng Hoàng Giang, Võ Điền Gia Huy, Ngọc Lan, Trương Anh Ngọc, Tâm Bùi, Mâu Thủy, NSND Bạch Tuyết, Hoàng Anh Tú, Cẩm Vân - Khắc Triệu, Khánh Vân, Vinh Gấu, Phương Vy và NSND Kim Xuân. Đồng thời, trong chiến dịch năm 2022 sẽ còn tổ chức hội thảo cùng sinh viên tại 10 trường đại học ở Việt Nam và ra mắt quyển sách đầu tiên về đề tài hôn nhân cùng giới. Theo phía Ban tổ chức, chỉ trong 72 giờ kể từ khi mở cổng ký tên online thì hơn 250.000 chữ ký ủng hộ đã được gửi về. Sau 3 ngày công bố, chiến dịch tuyên bố đã nhận được khoảng 1.000.000 chữ ký online. Tuy nhiên ít ngày sau, ban tổ chức đã yêu cầu người tham gia xác minh chữ ký bằng cách gửi xác nhận qua email.
Đến ngày 7 tháng 11 năm 2023, Tôi Đồng Ý nhận được hơn 44.803 chữ ký ủng hộ. Đồng thời buổi lễ kỷ niệm 10 năm chặng đường của Tôi Đồng Ý cũng đã được Viện iSEE và Trung tâm ICS tổ chức công khai trong tháng 11. Tại sự kiện iSEE cũng đã trích dẫn lại các khảo sát của mình được công bố vào năm 2020, với 62,9% người cùng giới tại Việt Nam mong muốn có con chung trong tương lai nhằm vận động hợp pháp hóa hôn nhân cùng giới và các vấnd dề có liên quan. Một bộ phim ngắn có tên "Hôn nhân vô hình" cũng đã được phát hành trong sự kiện. Chiến dịch ban đầu được khởi động trong bối cảnh Luật Hôn nhân và Gia đình dự kiến sẽ được xem xét sửa đổi vào giai đoạn 2024–2025. Tuy nhiên, trong chương trình xây dựng luật của Quốc hội Việt Nam giai đoạn 2024–2025 lại không có kế hoạch sửa đổi đạo luật này. Chiến dịch Tôi Đồng Ý sau đó đã được mở rộng sang giai đoạn từ năm 2025 đến năm 2030. Chính vì vậy, Ban tổ chức Chiến dịch đã hoạch định chiến lược mới với mục tiêu của chiến dịch sẽ trọng điểm rơi vào giai đoạn 2026–2030 thông qua việc vận động Quốc hội Việt Nam sửa đổi Luật Hôn nhân & Gia đình 2014, tiến hành hợp pháp hóa hôn nhân cùng giới tại Việt Nam trong nhiệm kỳ Quốc hội Việt Nam khóa XVI.
Khi Quốc hội Việt Nam kêu gọi người dân góp ý, sửa đổi một số điều trong Hiến pháp 2013, trên Fanpage của Chiến dịch đã có kêu gọi đóng góp sửa đổi Hiến pháp nhằm mở đường cho việc hợp tác hóa hôn nhân cùng giới. Trong đó, kêu gọi sửa đổi hai điều là điều 36 về "Hôn nhân và gia đình" và điều 26 về "Bình đẳng giới".